# Имеретинская епархия
Имерети́нская епа́рхия (груз. იმერული ეპარჟია) — историческая епархия Грузинского экзархата Русской православной церкви.

## История
Древняя (известная с 1455 года) Имеретинская и Абхазская Католикосия, существовавшая на территории Западной Грузии, была упразднена в 1795 году (с подчинением митрополии Гелетской): «По смерти Имеретинского Католикоса Максима, скончавшегося в 1795 году, в Киеве, вакансия сия осталась праздной; а потому уже заведовал делами, касающимися до Церкви Грузинской и Имеретинской, один Католикос Карталинский и Кахетинский Антоний…».
В 1811 году была упразднена автокефалия Церкви Восточной Грузии — Мцхетского католикосата и встал вопрос об отмене автокефалии Церкви на территории Западной Грузии - Абхазского католикосата; 30 августа 1814 года, с образованием Грузино-Имеретинской синодальной конторы, в подчинение Российскому Святейшему Синоду вошли и епархии на присоединенных к России территориях Западной Грузии; 17 октября 1814 года в Кутаиси была открыта епархиальная канцелярия Имерети.
Согласно проекту, разработанному Феофилактом (Русановым) и подписанному императором Александром I 28 декабря 1818 года, на территории бывшего царства Имерети и княжеств Гурии и Мегрелии должно было остаться по 1 епархии, вместо существовавших тогда четырёх — Кутаисская, Гаенатская (Гелатская), Хонская (Чконская), Никорцминдская (Рачинская). Проведению церковной реформы воспротивилось население Имерети; руководители «церковного бунта» были арестованы: митрополит Кутаисский Досифей (Церетели) погиб при невыясненных обстоятельствах, митрополит Гелатский Евфимий (Шервашидзе) был сослан в Александро-Свирский монастырь.
Создание Имеретинской епархии было утверждено Александром I 19 ноября 1821 года. Территория епархии была разделена на 3 уездных благочиния (Кутаисское, Шорапанское и Рачинское). Вместо грузинских духовных школ в епархии стали открываться духовные учебные заведения нового типа. В 1822 году в Кутаиси было организовано одноклассное с 2-летним курсом обучения уездное духовное училище, состоявшее из Рачинского и Кутаисского отделений, где обучение осуществлялось на русском языке; только окончившие училище могли поступать в Тифлисскую духовную семинарию. Однако по причине бедности лишь малая часть выпускников Кутаисского духовного училища могла продолжить образование в Тифлисе. Начиная с 1870-х годов епископ Гавриил (Кикодзе) неоднократно ходатайствовал перед правительством об открытии в Кутаиси семинарии, которая была открыта решением Святейшего Синода только в сентябре 1894 года и просуществовала до мая 1904 года, когда была закрыта из-за беспорядков среди учащихся. Ещё ранее, в январе 1892 года, в Кутаиси было открыто женское епархиальное училище.
В 1833 году в состав епархии вошла территория упразднённой Джуматской епархии Грузинского Экзархата.
После восстановления автокефалии Грузинской православной церкви (ГПЦ), 12 марта 1917 года имеретинская епархия как и другие грузинские епархии, вышла из юрисдикции Грузинского экзархата и стала подчиняться Временному церковному управлению; 17 сентября 1917 года на I Соборе ГПЦ епрахия была упразднена и в пределах её юрисдикции были созданы Кутаисская, Гаенатская (Гелатская) и Никорцминдская епархии.
Ныне территории бывшей имеретинской епархии окормляются Ванско-Багдатской, Кутаисско-Гаенатской, Маргветско-Убисской, Никорцминдской, Хонско-Самтредийской и Чиатурско-Сачхерской епархиями ГПЦ. 

## Епископы
- 19 ноября 1821 — 8 ноября 1841 — Софроний (Цулукидзе)
- 7 августа 1843 — 18 января 1853 — Давид (Церетели)
- 11 апреля 1853 — 4 апреля 1856 — Евфимий (Цулукидзе)
- 2 сентября 1856 — 2 июня 1860 — Герман (Гоголашвили)
- 2 июня 1860 — 26 апреля 1896 — Гавриил (Кикодзе)
- 6 июня 1898 — 4 августа 1900 — Виссарион (Дадиани)
- 12 августа 1900 — 1 февраля 1908 — Леонид (Окропиридзе)
- 1 февраля 1908 — 17 сентября 1917 — Георгий (Аладашвили)

## Монастыри
В 1901 году в Имеретинской епархии действовали 6 мужских и один женский монастыри:
мужские
- Гаенатский или Гелатский Рождество-Богородицкий монастырь
- Джручский Георгиевский монастырь
- Кацхский Спасо-Вознесенский монастырь
- Моцаметский Давидо-Константинов монастырь
- Намарневский Иоанна-Крестителев монастырь (к нему приписаны Цагерский и Цаишский монастыри)
- Челишский Успенский монастырь

женский
- Мгвинский Спасский монастырь